# アルジュベータ・ドブジェンスカー

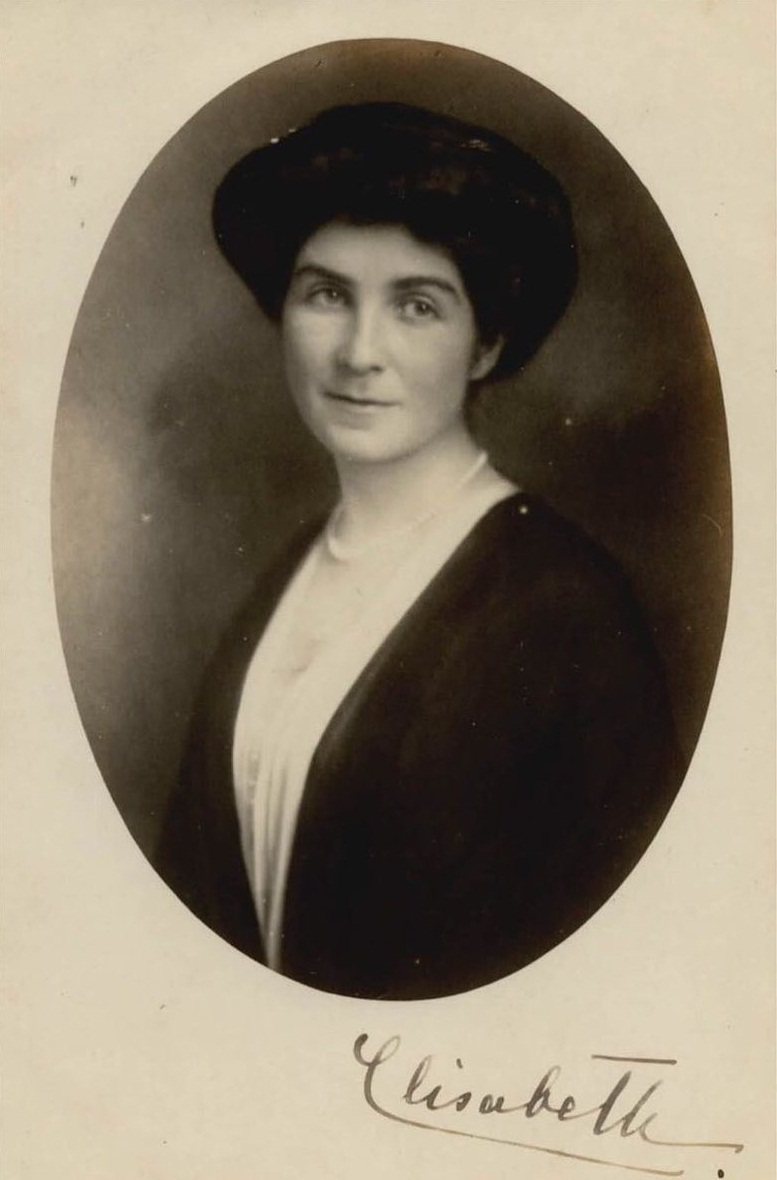
エリザベートの肖像写真、姑イサベル皇女の女官ロレート男爵夫人のコレクション、1911年撮影

アルジュベータ・マリエ・アーデルハイト・ドブジェンスカー・ズ・ドブジェニツ（Alžběta Marie Adelheid Dobřenská z Dobřenic, 1875年12月7日 ホチェボシュ - 1951年6月11日 シントラ）は、オーストリア＝ハンガリー（二重帝国）のチェコ系貴族女性。旧ブラジル帝室に嫁ぎ、結婚後は夫の親族の住むフランスでの表記に合わせエリザベート（Élisabeth）と称した。
貴族院議員・宮中顧問官のヤン・ヴァーツラフ・ドブジェンスキー男爵とその妻の伯爵令嬢アルジュベータ・コトゥリンスカーの間の第4子・長女として、ボヘミア東部の両親の居城ホチェボシュ城で誕生。ドブジェンスキー家は14世紀に遡る起源を持つ古いボヘミア貴族家門であった。3人の兄と1人の弟がおり、弟は母の親族と養子縁組し母方の姓を名乗っている。
1900年、廃位されたブラジル皇帝ペドロ2世の嫡孫で、二重帝国陸軍に士官として所属していたペドロ・デ・アルカンタラ皇子と知り合った。2人は結婚を望むようになるが、アルジュベータが王侯家出身でないため皇子の母の元皇太子イザベル皇女から認められなかった。家柄が単なる貴族であるばかりか爵位も男爵という下位だったため、イザベル皇女の要請を受けたウィーン宮廷は、1906年ドブジェンスキー家を伯爵に昇格させた。やがて結婚は認められたが、貴賤結婚の扱いとなることが条件で、ペドロ皇子は結婚に先立ち自身と子孫の帝位継承権を放棄した。2人は1908年にヴェルサイユで結婚し、間に2男3女をもうけた。
- イザベル（1911–2003） - オルレアニスト王位請求者パリ伯アンリと結婚
- ペドロ・ガスタン（1913–2007） - ペトロポリス系ブラジル帝位請求者
- マリア・フランシスカ（英語版）（1914–1968） - ポルトガル王位請求者ブラガンサ公ドゥアルテ・ヌノと結婚
- ジョアン・マリア（英語版）（1916–2005） - エジプト王子ハッサン・オマール・トゥースーンの未亡人ファティマ・シェリファ・シーリーンと結婚
- テレザ・テオドラ（ポルトガル語版）（1919–2011） - エルネスト・アントニオ・マリア・マルトレル・イ・カルデロと結婚

死後、遺骸は夫やその親族と同じくブラジルのペトロポリス大聖堂に安置された。2010年、甥孫（長兄の孫）のヤン・ヨゼフ・ドブジェンスキーが聖ラザロ騎士団（オルレアン分派）の総長となったことが報じられた。

## 引用・脚注
1. 1 2 3 4  Enache, Nicolas (1999). La Descendance de Marie-Therese de Habsburg, Reine de Hongrie et de Boheme. Paris: ICC. pp. 71, 80, 253–259, 275. ISBN 2-908003-04-X
2. 1 2  Johann-Wenzel Count Dobrzensky von Dobrzenicz Johann-Wenzel was head of the house of barons of Dobrzensky von Dobrzenicz since 4 November 1877; was elevated to the title of count on 21 February 1906.Cf.: MONJOUVENT, Philippe de: Le Comte de Paris, Duc de France et ses ancêtres. Charenton: Éditions du Chaney,2000.p.22
3. 1 2  Montjouvent, Philippe de (1998). Le Comte de Paris et sa Descendance. Charenton, France: Editions du Chaney. pp. 148–153, 161–162, 165–166. ISBN 2-913211-00-3
4. ↑  “Histoire de l'Ordre (résumé)”. 2022年6月22日閲覧。